# Ніколя Аппер
Ніколя́ Аппе́р (фр. Nicolas Appert; 17 листопада 1749 — 1 червня 1841) — французький винахідник; розробив метод консервації продуктів (так звана апертизація, англ. appertisation).
У 2009 році винаходу Аппера виповнилось 200 років, оскільки саме 1809 року Аппер, після проведення декількох дослідів, відправив на адресу міністра внутрішніх справ Франції листа, у якому запропонував новий спосіб консервування. 1810 року Аппер одержав нагороду за винахід особисто з рук Наполеона Бонапарта.
У місті, де помер винахідник, встановлено бронзовий бюст на його честь.

## Апертизація
Апертизацією називають спосіб консервування продуктів, що полягає в тривалому нагріванні їх у киплячій воді в герметично закритих посудинах. Названий на честь Н. Аперта.
Апертизацію слід відрізняти від пастеризації, за якої продукти нагріваються лише до 60—70 °C.